# Linda Brenneman
Linda L. Brenneman (Wheat Ridge, 13 de outubro de 1965) é uma ex-ciclista olímpica norte-americana. Representou sua nação em dois eventos nos Jogos Olímpicos de Verão de 1996, em Atlanta.